# Tunnel de base de la Furka
Le tunnel de base de la Furka est un tunnel ferroviaire de 15,35 km entre Oberwald (canton du Valais, 1 368 mètres d'altitude) et Realp (canton d'Uri, 1 538 mètres). Le tunnel remplace la voie de montagne sommitale de la Furka (désormais empruntée par les trains historiques du chemin de fer de la Furka), qui culmine à 2 160 mètres.
La voie est métrique et électrifiée en 11 kV 16 Hz 2/3. Le tunnel appartient à la Matterhorn-Gotthard Bahn (MGB), qui l'exploite toute l’année, ce qui n'était pas possible lorsque le train empruntait le col ; en effet des chutes de neige importantes et de gros risques d'avalanches, qui conduisirent même les ingénieurs à inventer un pont démontable (le pont du Steffenbach) afin de ne pas le voir emporté par une avalanche, interdisait toute circulation de trains durant la période hivernale.

## Histoire
Après un grave accident survenu en juin 1963 avec un chasse-neige, on a cherché une autre solution pour relier le canton du Valais au canton d'Uri. Le devis du tunnel s'est alors élevé à 76 millions de francs. Une variante a consisté à construire un embranchement depuis le milieu du tunnel vers le Tessin, appelé Fenêtre de Bedretto. Elle a été utilisée pendant la construction du tunnel, mais elle n’a pas été ouverte au trafic.
À la suite d'incessants problèmes lors de la phase de construction, le coût total du tunnel explose pour se porter finalement à hauteur de 300 millions de francs. À l'époque de sa construction, la polémique était vive autour de ce projet souvent qualifié de « gouffre à millions ». Le tunnel a finalement été inauguré le 15 juin 1982.
Il est emprunté par le Glacier Express et par des trains régionaux circulant entre Brigue et Andermatt. Le ferroutage pour les véhicules légers a été mis en place entre Oberwald et Realp.

## Utilisation géothermique
Sur le versant ouest, du côté d'Oberwald, 5400 litres d'eau à une température de 16 °C sortent du tunnel par minute. L'eau est amenée à Oberwald et chauffe, à l'aide de pompes à chaleur, 177 appartements et une salle de sport. La puissance totale installée est de 960 kW.

## Fonctionnement de la ligne de montagne
L'ancienne ligne de montagne de la Furka a été fermée à l'automne 1981 puis restaurée par des volontaires et rouverte en 1992. Depuis 2010, pendant les mois d'été, la voie ferrée est empruntée par un train à vapeur touristique.

## Galerie

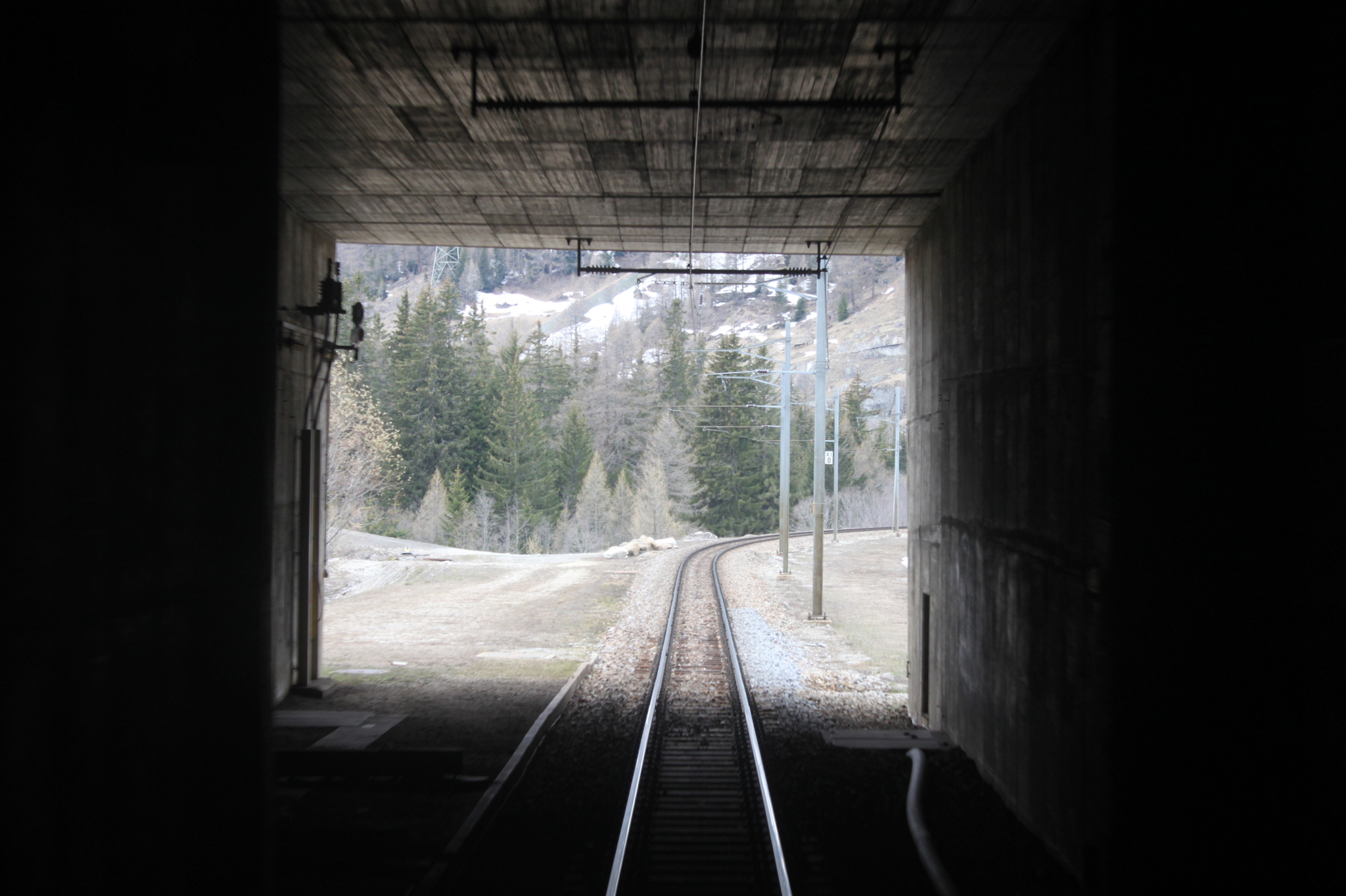
Entrée ouest.